# Токарня (Малопольське воєводство)
Токарня (пол. Tokarnia) — село в Польщі, у гміні Токарня Мисленицького повіту Малопольського воєводства.
Населення — 3197 осіб (2011).
У 1975-1998 роках село належало до Краківського воєводства.

## Демографія
Демографічна структура станом на 31 березня 2011 року:
|          | Загалом | Допрацездатний вік | Працездатний вік | Постпрацездатний вік |
| -------- | ------- | ------------------ | ---------------- | -------------------- |
| Чоловіки | 1631    | 427                | 1075             | 129                  |
| Жінки    | 1566    | 416                | 902              | 248                  |
| Разом    | 3197    | 843                | 1977             | 377                  |